# Juan Cuéllar

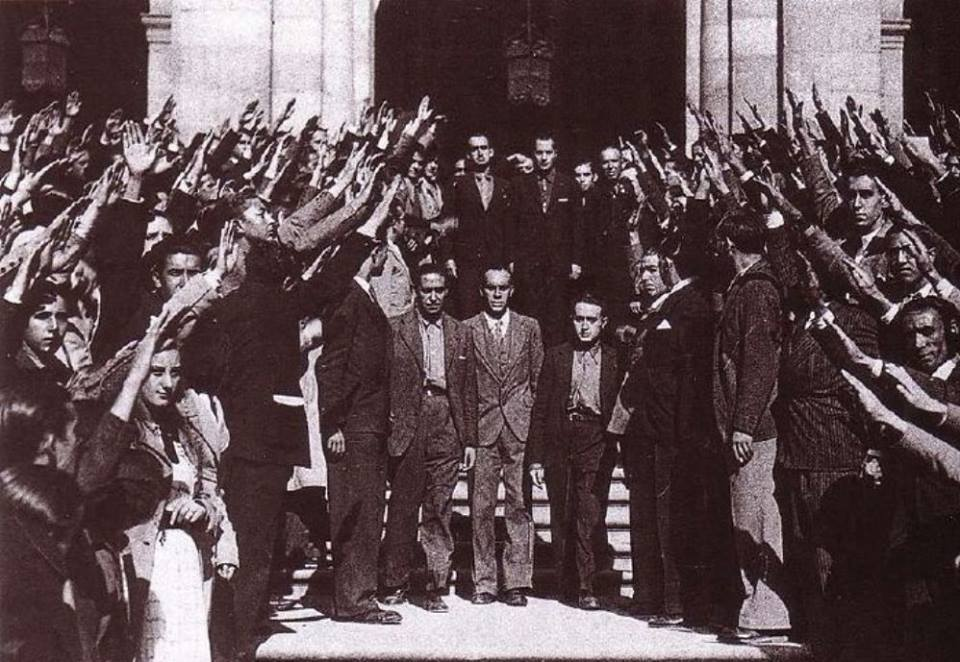
Salida del funeral del falangista Juan Cuéllar, celebrado en la Iglesia de Santa Bárbara de Madrid, en junio de 1934.

Juan Cuéllar Campos (Madrid, 1915-Madrid, 10 de junio de 1934) fue un estudiante español de ideología falangista. En junio de 1934 fue víctima de una agresión colectiva de jóvenes izquierdistas y falleció a las pocas horas del suceso. Su nombre apareció en noviembre de 1935 en el llamado Telón de los caídos durante un mitin de Falange Española en un cine de Madrid.

## Contexto
El día 1 de junio de 1934 la Dirección General de Seguridad española, dirigida por el radical Eduardo Benzo Cano, facilitó una nota a la prensa en la que recomendaba a las juventudes de los partidos políticos que ante "la práctica, cada vez más extendida en todas las clases sociales, de dedicar los días festivos a excursiones fuera de la capital" se velara para que al regreso de la jornada campestre no hubiera altercados.  

La Dirección general de Seguridad debe permanecer atenta a encauzar esta plausible práctica, fomentándola en cuanto a su objeto; pero procurando que al regresar de dichas excursiones ni se formen grupos numerosos para pretender desfiles marciales ni que estos mismos grupos verifiquen su entrada en la población entonando himnos que pudieran despertar el deseo de contrarrestarlos con otros de significación distinta, lo que habría de desvirtuar la finalidad de la fiesta y traería, como consecuencia, la intranquilidad y alarma del vecindario. Es de esperar que cuantos aman sinceramente a la República acaten razonadamente estas observaciones, evitando con ello una obligada intervención.
Nota de prensa.

## Muerte de Juan Cuéllar

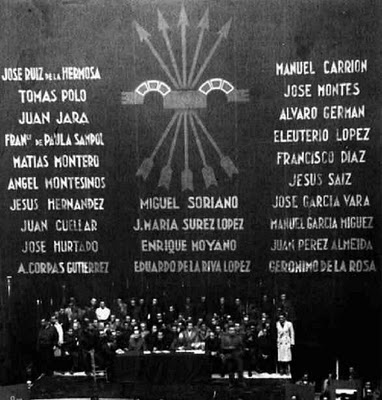
Telón de los caídos de FE de las JONS, en 1935.

Juan Cuéllar fue víctima de una "colisión" -así la llamaba la prensa- entre jóvenes izquierdistas y jóvenes falangistas. El 10 de junio de 1934, un grupo de falangistas que se encontraba en las cercanías del Monte de El Pardo atacó a un grupo de jóvenes comunistas que pasaban una jornada festiva. En el choque resultó gravemente herido el joven Cuéllar. Trasladado al hospital, ingresó cadáver. Así lo describía en 2021 el historiador Luis E. Togores para el periódico La Razón:

El domingo 10 de junio del 34 es asesinado el falangista Juan Cuéllar cuando se topó en las cercanías de El Pardo con las milicias socialistas, los chiribis, grupos militarizados que vestían camisa roja. Cuéllar fue asesinado y ya muerto, tendido en el suelo, la militante socialista Juanita Rico Hernández le rompió un cántaro en la cara y se orinó sobre su cadáver. Era el octavo falangista asesinado.
Luis E. Togores, El asesinato de Juan Cuellar en El Pardo, en el diario La Razón, 22 de noviembre de 2021.

El líder de la Falange, José Antonio Primo de Rivera, fue al depósito de cadáveres. El cadáver de Cuéllar tenía dos impactos de bala en el costado, dos heridas de arma blanca en los labios y desgarramientos en una oreja.
Ese mismo día 10 de junio, a las 21:30 de la noche, un grupo de falangistas dispararon en la esquina de las calles Cardenal Cisneros y Eloy Gonzalo a un grupo de excursionistas socialistas sin estar seguros de que estos fueran los implicados en la muerte de Cuéllar, cerca del puesto de verduras de la familia Rico en el mercado de Olavide. La acción armada se ejecutó a bordo de dos vehículos de falangistas, que a la altura del número 61 de la calle Cardenal Cisneros, dispararon contra los jóvenes socialistas, hiriendo gravemente a la joven Juanita Rico (que resultó finalmente muerta) y a su hermano Lino.